# Realtek
Realtek Semiconductor Corp.（リアルテック・セミコンダクター）は、台湾の通信ネットワーク用、コンピュータ周辺用、マルチメディア用IC設計・販売会社。
台湾のシリコンバレーと言われる、新竹Science-based Industrial Parkにあり、1987年に、若く熱心な少数グループの技術者たちによって設立された。1999年に台湾株式市場に上場し、2022年現在、社員約6400名に。35年間、この創業当初の若き技術者たちによって、リアルテックはICデザインハウスにおける世界で最も大きな、成功を収めた会社の一つにまで成長した。
製品にプリントされるロゴのデザインから、日本国内では別称として「カニ」もしくは「カニチップ」と称されることも多い。

## 事業内容
現在同社は台湾本社をはじめ、アメリカ合衆国、日本、中国、韓国、シンガポールなどに開発センターや販売支社を設置し、世界中の国における企業、市場に自社製品を供給している。日本では主にLANボードに搭載されるネットワークコントローラ、白物家電に搭載される無線/ブルートゥースなどのIoTソリューション、ミドル〜ハイエンドマザーボードに搭載されるマルチメディアコントローラチップ（たいていはデジタル5.1ch以上の音声出力を有している）として目にする機会が特に多く、一般家庭用製品にも多く採用されている。
実際に同社は早期に低価格設定で市場シェアを一気に伸ばし、例えば、10BASE-T/100BASE-TXイーサネットコントローラでは世界シェア70パーセント、AC’97マルチメディアコントローラで世界シェア80パーセントを有している。
同社は組み込みシステム系の顧客に高性能かつ低消費電力を提案するために、早期にARM 命令セットに準じた最適化プラットフォームを導入した。なお、近年更に車載市場にも参入し、有線LAN/Switchコントローラーは既に大手車メーカーにも採用された。

### カニのロゴ
Realtek社では「強さ、忍耐、順応性を通して、リアルテックは蟹の精神を取り入れています」としており、製品はカニを模したロゴが使われている。
甲羅部分の「RMC」は、設立当初の社名である「Realtek Microchip Electrical」を短縮したものであり、足はICの回路を表している。

## 主要製品

### ネットワーク向けIC[4]

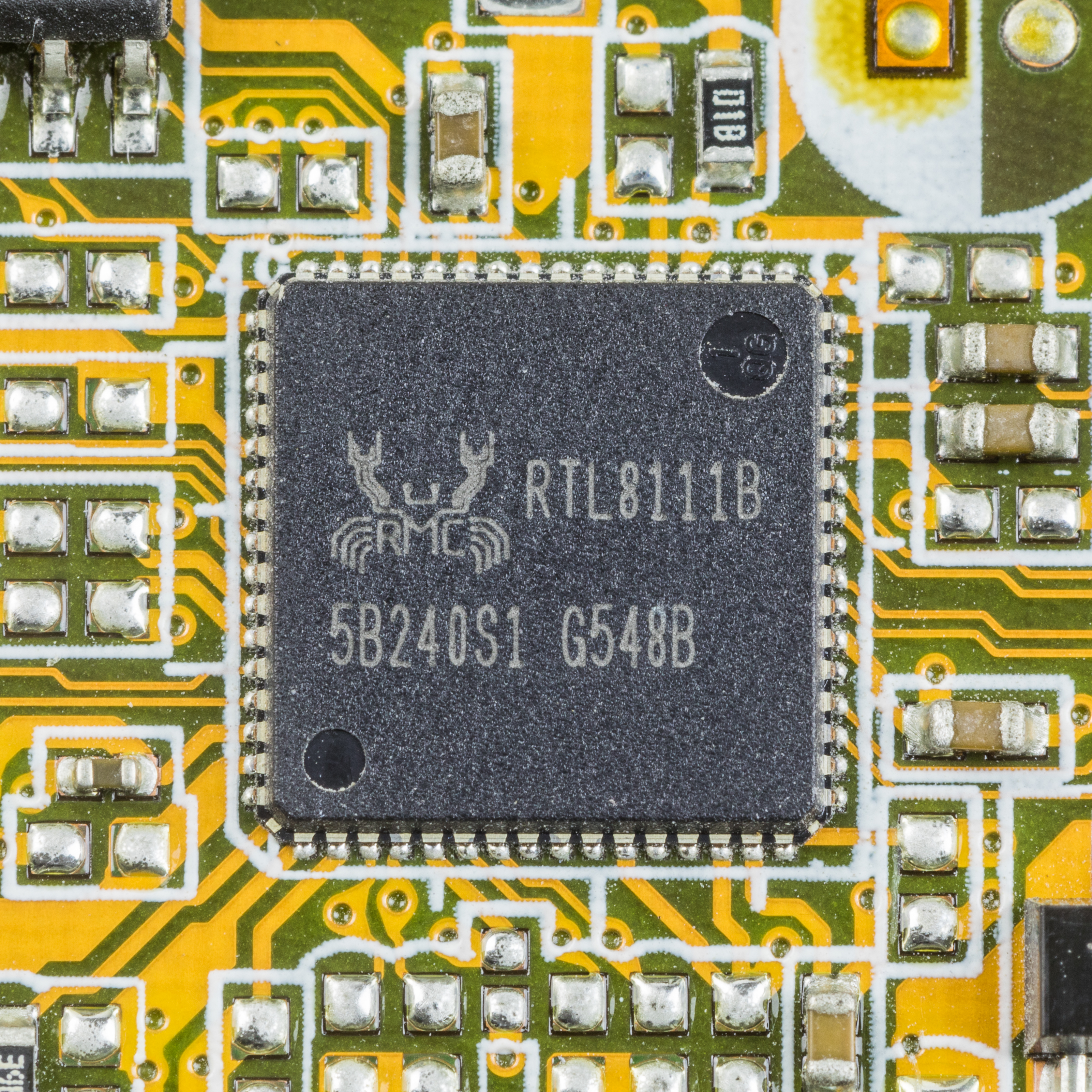
RTL8111B GbE Controller

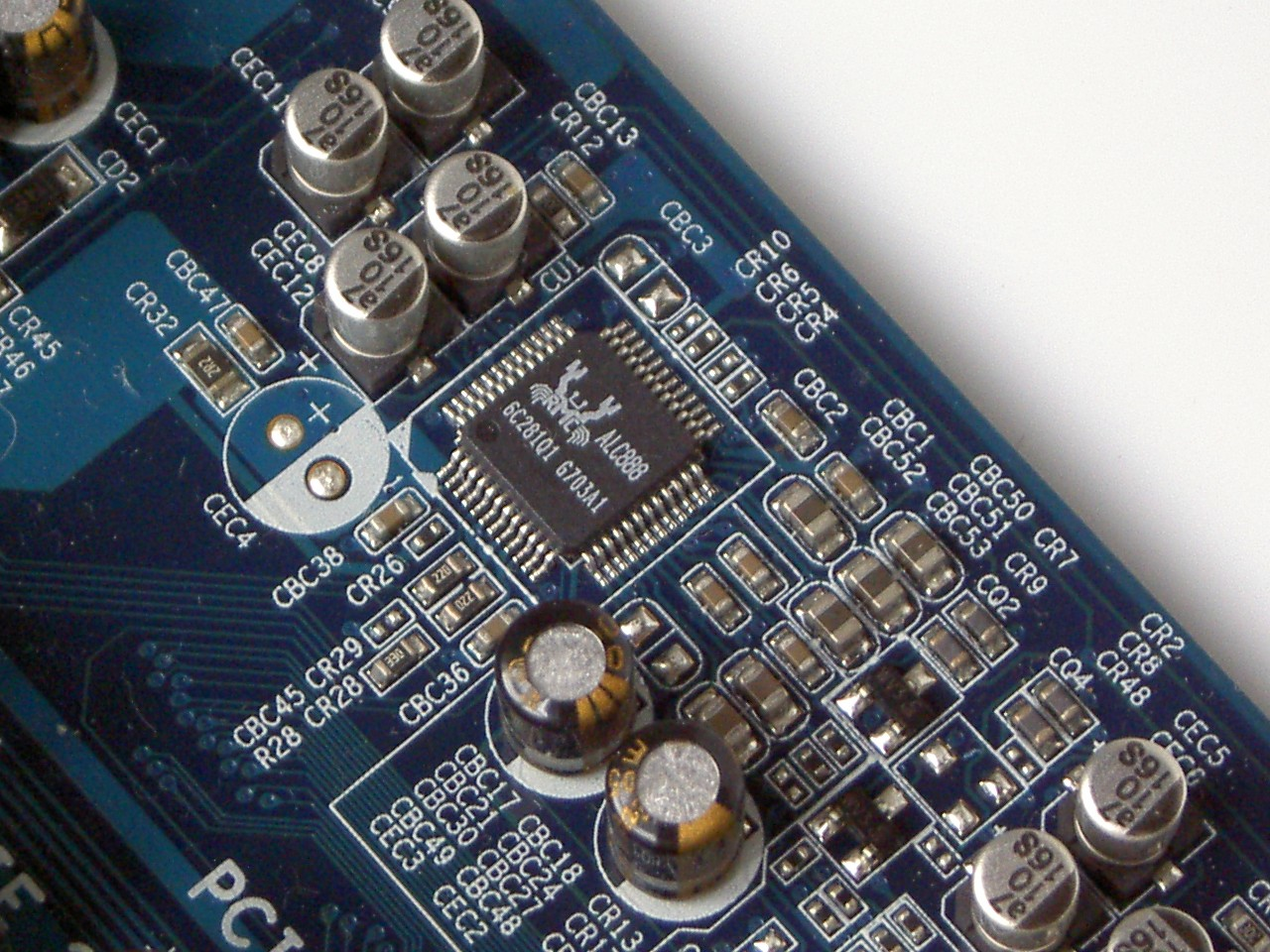
ALC888 HD Audio Codec

Realtekの代表的な製品であり、ネットワークコントローラのデファクトスタンダードとなっている。
- イーサネットコントローラー／PHY
- スイッチコントローラー／ゲートウェイコントローラー
- ブロードバンド：ADSL2+/VDSL/G.fast, XPON SOC
- WiFi/Bluetooth/GNSS/IoTソリューション
- デジタルホームセンター：OTT, NAS
- STBコントローラー
- 車載用イーサネット

### コンピュ-タ周辺機器向けＩＣ[5]

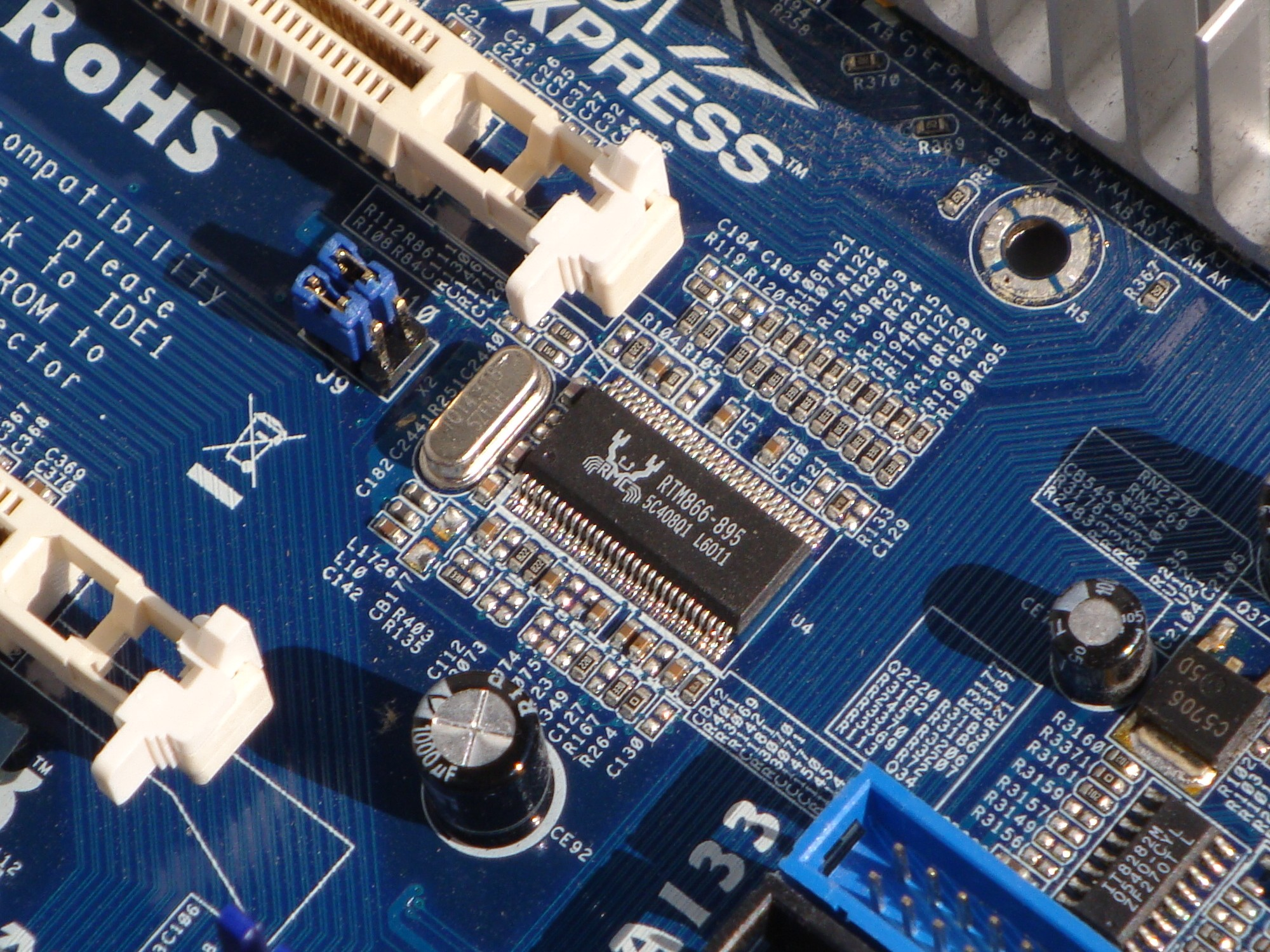
RTM866-895 PLLIC

- PC High Definition Audio Codecs
- Class-Dアンプ
- Consumer Audio Codecs
- カードリーダコントローラー
- USB Hubコントローラー
- PCカメラISP
- IPカメラSOC
- SSDコントローラー

### マルチメディア向けＩＣ[6]
- LCDモニターコントローラー
- LCD TVコントローラー
- トランスレーター

他多数。

## 評価
同社は有線LAN ICおよびオーディオコーデックにおいて世界市場でのシェアNo.1を獲得しており、世界的に見ても成功しているICメーカーの一社である。 特に低価格市場ではデファクトスタンダードと言うべき評価を獲得しており、日本国内メーカーのPCおよび組込システムからの採用も非常に多い。また周辺機器メーカーの販売するエンドユーザー向けネットワークカードにも多く採用されている。
オーディオコーデックチップにおいては高いS/N比を誇り、一般的な用途であればサウンドカードが不要になるほど性能が向上している。
IC設計テクノロジーにおいて常にパイオニア的な存在であり、広範囲にわたるハイテクアプリケーションのユニークで革新的なデザインを作り出すことにも成功した。長年に渡り着実な成長を遂げていることから、創業以来世界中で評価されている。
第三者の調査機関によると、ワールドワイドのファブレス半導体会社の売り上げランキングとして、 2020年は9位(US$2,635M)、2021年は8位(US$3,767M)との報告が出ている。